# Museo all'aperto di opere d'arte contemporanea
Il Museo all'aperto di opere d'arte contemporanea o Museo all'aperto della Città di Faenza (in sigla: MAP) è un percorso di opere d'arte contemporanea che si estende dal centro storico fino alla periferia della città di Faenza.
Il MAP si presenta con oltre 70 opere allestite all'aperto e negli spazi di accesso pubblico, fra ceramiche, sculture, bassorilievi, altorilievi ecc. che documentano cronologicamente l'evoluzione dei vari stili e l'intreccio fra artisti quali Rambelli, Matteucci, Biancini, Spagnulo, Nagasawa, Sottsass, Zauli, Sartelli, Stahler, Bombardieri e molti altri.

## Storia
Il Museo all'Aperto nasce dall'idea dell'architetto urbanista Ennio Nonni e viene introdotto nel Piano Strutturale faentino approvato nel 2010.
Il museo viene istituito il 30 giugno 2014 con la Delibera del Consiglio Comunale di Faenza n.168 e inserito nel Sistema Museale della Provincia di Ravenna il 14 ottobre 2014.
Al MAP viene attribuito a Milano il premio Urbanistica 2017.